# Landratsamt Fürstenfeldbruck
Das Landratsamt Fürstenfeldbruck ist eine Behörde – Landratsamt – des Landkreises Fürstenfeldbruck.

## Geschichte
Vorläufer des Fürstenfeldbrucker Landratsamtes und des Amtsgerichts in Fürstenfeldbruck war das Landgericht am Ort. Später erfolgte eine Umgliederung der Verwaltung, das vormalige Landgericht wurde aufgeteilt und das heutige Landratsamt bezog im Jahr 1973 seinen Sitz in der Münchener Straße. Derzeitiger Landrat ist Thomas Karmasin. Organisatorisch ist das Landratsamt in folgende Geschäftsbereiche untergliedert:
- Zentraler Service
- Bau, Wohnen, Umwelt und Kreisentwicklung
- Kultur, Soziales und Kommunalwesen
- Öffentliche Sicherheit und Ordnung
- Gesundheits-, Veterinär und Gewerbewesen
- Gleichstellungsstelle
- Datenschutzbeauftragter

## Gebäude
Das heutige Gebäude des Landratsamts Fürstenfeldbruck wurde im Jahr 1973 eingeweiht, der Anbau (Bürgerservicezentrum) im Jahr 2002. Das Haupthaus wurde von den Architekten Hackl und Amon als Terrassenbau entworfen. Besonderes Merkmal des Gebäudes ist die große Freitreppe, die jedoch bei der Bevölkerung umstritten war, außerdem gab es keinen zentralen Empfang. Aufgrund der Raumnot wurde im Jahr 2000 die Entscheidung getroffen, das Gebäude zu erweitern, noch im selben Jahr wurde dies von den Kreisgremien beschlossen; den Zuschlag für die Planung des Anbaus erhielten die Architekten Gerum und Haake in Germering. Das Gebäude ist elliptisch geformt und an den Bestandsbau angepasst. Im Jahr 2011 wurde das Dach des Gebäudes saniert, vom Jahr 2013 bis 2018 die Fenster. Ab dem Jahr 2014 erfolgte eine Umstrukturierung der Büros und die Neukonzeption der Versorgungsleitungen. Da trotz des Anbaus und der Neustrukturierung der Platzmangel nicht behoben werden konnte, wurde bereits 2016 die Errichtung eines weiteren Anbaus beschlossen, der 2020 in Betrieb gehen sollte. Zudem soll noch ein Parkdeck entstehen, dass Platz für 93 weitere Fahrzeuge (mit 20 Ladestationen für Elektrofahrzeuge) bietet.